# Under the Westway
Singles de Blur
Fool's Day
(2010) Go Out
(2015)
Under The Westway, est un single de Blur, sorti en 2012. C'est le deuxième single du groupe, avec Fool's Day, depuis leur réunification. 

## Contexte
Le single est sorti accompagné d'un tweet annonçant un concert à Hyde Park, pour célébrer la fin des jeux olympiques. Lors de ce concert, le chanteur Damon Albarn, dit que « This song, we wrote it in Feburary just for imagine how the last day of the Olympics who feels like. So this song is just for you... », ce qui peut être traduit par « Cette chanson, nous (en parlant de Blur) l'avons écrite en février pour imaginer comment serait le dernier jour des jeux olympiques. Donc cette chanson est juste pour vous [...] ». La chanson a été écrite spécialement pour ce concert.
Peu de temps après la sortie du single, Blur organise un live avec 50 invités. L'événement sera filmé et posté sur Youtube

## Crédits
- Damon Albarn : Chant, Piano
- Graham Coxon : Guitare, Chant
- Dave Rowntree : Percussions
- Alex James : Basse
- Mike Smith : Xylophone